# 1999-2000년 아시안 컵위너스컵
1999-2000년 아시안 컵위너스컵(1999-2000 Asian Cup Winners' Cup)은 아시안 컵위너스컵의 10번째 시즌이다. 일본의 시미즈 에스펄스가 결승전에서 이라크의 알자우라를 1-0으로 누르고 우승을 차지했다.

## 1라운드

### 서아시아
| 팀 1              | 합계               | 팀 2            | 1차전 | 2차전 |
| ----------------- | ------------------ | --------------- | ----- | ----- |
| 에스테글랄        | 15-0               | 호멘넨 베이루트 | 7-0   | 8-0   |
| 알아라비          | 부전승1            | 알자우라        |       |       |
| 알이티하드        | 1-4                | 알라이얀        | 0-2   | 1-2   |
| 알자이시          | 2-2 (a)            | 알아인          | 0-1   | 2-1   |
| 카이사르 허리케인 | 3-3 (승부차기 4-3) | 후잔트          | 3-0   | 0-3   |
| 알아흘리          | 부전승             |                 |       |       |
| 알이티하드        | 부전승             |                 |       |       |
| 나브바호르 나망간 | 부전승             |                 |       |       |

1 알아라비는 기권하였다.